# 稲川東一郎
稲川 東一郎（いながわ とういちろう、1905年10月25日 - 1967年4月18日）は、福島県生まれの高校野球指導者。旧制群馬県立桐生中学校（現・群馬県立桐生高等学校）卒業。愛称は「桐生のとうちゃん」。

## 来歴
1905年に福島県で生まれ、1915年に群馬県桐生市へ移り住む。1921年、旧制桐生中学4年生の時に硬式野球部を創設した。卒業したのち、同校野球部の指導に当たる。自宅を野球道場に改築し、テニスボールによる打撃練習、先進的なウエイトトレーニングの導入、バント・盗塁を駆使する戦術を導入。走力のある右打者を左打者に転向させるスイッチヒッターの育成も、全国に先駆けて始めた。県内では後発だった同校野球部を甲子園常連の強豪校に育て上げる。
甲子園準優勝二回（1936年春，1955年春）。都市対抗野球にも、全桐生を率いて1946年の大会で準優勝。球都桐生の礎を作る。
1955年の春の甲子園大会では、浪華商業との決勝戦において、相手の4番・坂崎一彦を徹底敬遠と指示するもエース・今泉喜一郎のプライドをかけた一打席の勝負で2ランホームランを打たれて敗れ準優勝に留まり「悲運の戦将」とも言われた。
都市対抗野球での采配が認められてプロ野球から指導者としてのスカウトを受けたが、生涯母校の監督であることを貫いた。
1967年4月15日、伊勢崎市野球場での公式戦最中に突然倒れ入院。3日後の4月18日に死去。享年61。
東京農業大学第二高等学校で甲子園出場を果たす齋藤章児監督（後の立教大学監督）が地元新聞の取材に対して、「群馬で監督をすることを選んだのは稲川東一郎の存在があった。立教で野球をしていた時、桐生には稲川という監督がいて、すごい野球をするという話を聞いていた。そんな名監督と勝負したいと思いました。今思えば不遜もはなはだしいところでした。」と公言している。
教え子には川島勝司（元日本楽器監督、アトランタオリンピック日本代表監督）、河原井正雄（青山学院大学硬式野球部監督・元大学野球日本代表監督）らがいる。稲川の作った野球部は多くの優れた指導者を輩出し、日本の野球界に貢献している。また阪神タイガースの元スカウトだった早川二郎が親戚におり、その関係で教え子の青木正一・皆川定之・三輪裕章や三輪八郎らの選手をタイガースに紹介した事もあった。

## 教え子
- 河原井正雄：青山学院大学監督
- 川島勝司：アトランタ五輪代表監督
- 相場勤：慶應義塾大学監督
- 阿久沢毅：勢多農林高等学校野球部監督
- 毒島章一：プロ野球選手・コーチ
- 浦田直治：西武ライオンズスカウト
- 木暮力三：プロ野球選手
- 青木正一：プロ野球選手
- 皆川定之：プロ野球選手
- 今泉喜一郎：プロ野球選手